# Saint-Blaise (Alta Saboya)
 Saint-Blaise  es una población y comuna francesa, en la región de Ródano-Alpes, departamento de Alta Saboya, en el distrito de Saint-Julien-en-Genevois y cantón de Cruseilles.

## Demografía
| 142 | 118 | 120 | 107 | 132 | 198 |
| Para los censos de 1962 a 1999 la población legal corresponde a la población sin duplicidades (Fuente: INSEE [Consultar]) |     |     |     |     |     |